# 武田節子
武田 節子（たけだ せつこ、1924年〈大正13年〉8月31日 - 2012年〈平成24年〉6月2日）は、日本の政治家。参議院議員（1期）。

## 来歴・人物
宮城県出身。宮城県立第三高等女学校卒。食品販売業を経て、東京働く婦人の会委員長。1992年（平成4年）の第16回参議院議員通常選挙で比例区から公明党公認で立候補して当選。1998年（平成10年）の第18回通常選挙には出馬せず引退。
2012年6月2日、心筋梗塞のため死去。87歳没。